# Subapeninos
Los Subapeninos (en italiano, Subappennino o Subappennini) son el conjunto de los tramos de la cadena de los Apeninos que corren paralelos a la cadena principal sin depender directamente de ella. Por su extensión los Subapeninos se extienden por muchas regiones de Italia.
Los Subapeninos están prevalentemente constituidos por cadenas arcillosas, sujetas a corrimientos de tierra, de escasa elevación; así forman, especialmente hacia el Adriático, una larga franja, que se extiende a partir del norte de las colinas de Monferrato y de Langhe hasta el golfo de Tarento. Es a lo largo de esta franja que, en Emilia y en los Abruzos como el Valdarno sobre todo, el paisaje natural está atormentado por los llamados calanchi.

## Subdivisiones
Los Subapeninos pueden ser dividirse en varias franjas: 
- Subapeninos toscanos (Subappennino toscano). Está constituido por las siguientes cadenas:Alpes Apuanos o Alpes de Garfagnana, monte Pisano, montes de Pistoya, montes del Mugello y de Calvana, Pratomagno y Alpes de Catenaia.
- Subapeninos laciales (Subappennino laziale). Entre el río Aniene, el Tíber, la Nera, el Velino y el Turano, surgen los montes Sabinos, que forman una región muy pintoresca. Entre el Turano y el Aniene y al oeste del río Liri en dirección noroeste-sudeste se eleva la dorsal calcárea de los montes Simbruinos y Hérnicos. Entre el Sacco y el Aniene, se alzan algunas dorsales menores.
- Subapeninos abrucenses-molisanos (Subappennino abruzzese-molisano). A estos pertenecen los montes de Frentani que se extienden al sureste del grupo montañoso de la Majella hasta el río Fortore.
- Subapeninos lucanos (Subappennino lucano). Forman parte de ellos los montes del Cilento, con la cadena de los montes Alburnos (1.741 m), y el grupo montañoso del monte Cervati (1.899 m), entre otros.
- Subapeninos Daunos (Subappennino Dauno). Es la prolongación oriental de los Apeninos campanos. Ocupa la parte occidental de la Capitanata y corre a lo largo del límite de Apulia con Molise y la Campania.

## Montañas principales
- Monte Pisanino - 1.946 m
- Monte Guadagnolo - 1.218 m

- Datos: Q977789
- Multimedia: Sub-Apennines / Q977789